# Nancray-sur-Rimarde
Nancray-sur-Rimarde – miejscowość i gmina we Francji, w Regionie Centralnym, w departamencie Loiret.
Według danych na rok 1990 gminę zamieszkiwały 424 osoby, a gęstość zaludnienia wynosiła 37 osób/km² (wśród 1842 gmin Centre, Nancray-sur-Rimarde plasuje się na 740. miejscu pod względem liczby ludności, natomiast pod względem powierzchni na miejscu 1068.).